# همدم (فیلم)
«همدم» (انگلیسی: Saathiya) فیلمی هندی در سبک موزیکال و رمانتیک است که در سال ۲۰۰۲ منتشر شد. از بازیگران آن می‌توان به رانی موکرجی، شاهرخ خان، تابو و ساتیش شاه اشاره کرد.